# Ministère de l'Industrie et du Commerce (Maroc)
 (avril 2021).
 (avril 2021).
Le ministère de l'Industrie et du Commerce, est le ministère marocain chargé de la conception et de la mise en  œuvre de la politique gouvernementale dans les domaines de l’industrie, du commerce et des nouvelles technologies sous réserve des attributions dévolues à d’autres départements ministériels par les lois et règlements en vigueur.

## Délégations
Les 29 délégations du Commerce et de l'Industrie sont chargées de représenter le ministère et de mettre en œuvre sa politique au niveau régional.

## Organismes sous tutelle
Liste des institutions placées sous la tutelle du ministère de l'Industrie, du Commerce, de l'Économie verte et numérique:
- L'Agence du développement numérique
- L’Agence marocaine de développement des investissements et des exportations
- L’Agence marocaine pour l’efficacité énergétique
- L’Institut marocain de normalisation
- L'Institut supérieur de commerce et d'administration des entreprises
- La Fédération des industries du cuir
- Maroc PME
- L’Office marocain de la propriété industrielle et commerciale